# 269 Dywizja Piechoty (III Rzesza)
269 Dywizja Piechoty (niem. 269. Infanterie-Division) – niemiecka dywizja, uczestniczyła w agresji na Francję, ataku na Związek Radziecki oraz walkach na ziemiach polskich. 
Sformowana w Delmenhorst na mocy rozkazu z 26 sierpnia 1939 roku, w 4. fali mobilizacyjnej w X Okręgu Wojskowym.
W dniach 21-25 stycznia 1945 uczestniczyła w bitwie pod Oleśnicą.

## Dowódcy dywizji
- gen. por. Ernest – Eberhard Hell 26 VIII 1939 – 12 VIII 1940;
- gen. por. Wolfgang Edler Herr und Freiherr von Plotho 12 VIII 1940 – 1 IV 1941;
- gen. Ernst von Leyser 1 IV 1941 – 1 IX 1942;
- gen. por. Kurt Badinski 1 IX 1942 – 25 XI 1943;
- gen. por. Hans Wagner 25 XI 1943 – 8 V 1945

## Struktura organizacyjna
- Skład w sierpniu 1939 roku:

469., 489. i 490. pułk piechoty, 269. pułk artylerii, 269. batalion pionierów, 269. oddział rozpoznawczy, 269. oddział przeciwpancerny, 269. oddział łączności;
- Skład w grudniu 1942 roku:

469. i 489. pułk grenadierów, 269. pułk artylerii, 269. batalion pionierów, 269. oddział przeciwpancerny, 269. oddział łączności, 269. polowy batalion zapasowy;
- Skład w 1944 roku:

469., 489. i 490. pułk grenadierów, 269. pułk artylerii, 269. batalion pionierów, 269. bataliom fizylierów, 269. oddział przeciwpancerny, 269. oddział łączności, 269. polowy batalion zapasowy;